# جون بولارد (سياسي)
جون بولارد هو سياسي كندي، ولد في 1953.